# گوایول
گوایول (به انگلیسی: Guaiol) یک ترکیب شیمیایی با شناسه پاب‌کم ۲۲۷۸۲۹ است. 